# THE GREAT VACATION VOL.1 〜SUPER BEST OF GLAY〜
『THE GREAT VACATION VOL.1 〜SUPER BEST OF GLAY〜』（ザ・グレート・バケーション　ボリューム・ワン　スーパー・ベスト・オブ・グレイ）は、日本のロックバンド、GLAYのベストアルバム。2009年6月10日リリース。

## 内容
本作品はGLAYデビュー15周年を記念してリリースされるベストアルバムである。「Way of Difference」「BEAUTIFUL DREAMER」「SCREAM」「VERB」などヒットを記録した曲を含む2000年から2009年にリリースされたシングルのA面曲全てに加え、1998年リリースのシングル「誘惑」の再録、さらに新曲8曲を収録したCD3枚組の全43曲で構成されている。
10月に発売された『THE GREAT VACATION VOL.2 〜SUPER BEST OF GLAY〜』と併せると、15年間のGLAYの歩みが完全に掌握できる対のベストアルバムとされている。またトップエンジニア、テッド・ジェンセンによる高音質デジタル・リマスタリングが施されている。

## 本作の仕様
- 初回限定盤A、初回限定盤B、通常盤の3形態でリリース。

### 初回限定盤A
- 3CD+2DVDの5枚組（￥6,800）。
- DVD収録内容：本作に収録されている楽曲のPVを網羅したMUSIC VIDEO COMPLETE（DISC1　70分 DISC2　98分 全30曲）
- 特典映像

1. 変な夢 〜THOUSAND DREAMS〜 ModernAmusementCF 60秒
2. Synchronicity「マグナカルタ2 OPENING MOVIE」

### 初回限定盤B
- 3CD+DVDの4枚組（￥6,800）。
- DVD収録内容：「pure soul “MOVIE” Director's cut」

1998年からスタートした"pure soul"ツアーの1年間を追いかけた2時間40分のドキュメンタリー作品。2000年1月に全国のライブ会場で上映された。本作で初商品化。

### 通常盤
- CD3枚組（￥4,500）。
- 2009年8月16日 （THE GREAT VACATION in NISSAN STADIUM 開催日当日）までの期間限定で、15th ANNIVERSARY価格（￥3,900）となっていた。

## 収録曲
- 特別記載が無い限り、作詞・作曲：TAKURO　編曲：GLAY、佐久間正英

### Disc 1
1. 誘惑 (再録)  (4:15)
13thシングル。本作のために再録されたバージョン。
2. MERMAID (4:11)
19thシングル。
3. Missing You (5:49)
21stシングル。
4. GLOBAL COMMUNICATION (4:11)
22ndシングル。
5. STAY TUNED (3:37)
23rdシングル。
6. ひとひらの自由 (6:48)
24thシングル。シングルバージョンはアルバム初収録。
7. Way of Difference (4:57)
25thシングル。
8. またここであいましょう (3:54)
26thシングル。
9. 逢いたい気持ち (5:48)
27thシングル。
10. いつか (4:05)
DVDシングル。
11. BEAUTIFUL DREAMER (4:34)
28thシングル「BEAUTIFUL DREAMER／STREET LIFE」の1曲目。シングルバージョンはアルバム初収録。
12. STREET LIFE (5:49)
28thシングル「BEAUTIFUL DREAMER／STREET LIFE」の2曲目。
13. 時の雫 (7:20)
29thシングル。
14. 天使のわけまえ (3:46)
30thシングル「天使のわけまえ／ピーク果てしなく ソウル限りなく」の1曲目。アルバム初収録。
15. ピーク果てしなく ソウル限りなく (3:47)
30thシングル「天使のわけまえ／ピーク果てしなく ソウル限りなく」の2曲目。アルバム初収録。

### Disc 2
1. Blue Jean (Jet the Phantom Mix) (5:32)
31stシングル。シングルバージョンでの収録ではなく、未発表ミックスバージョンの収録となっている。
2. ホワイトロード (5:16)
32ndシングル。
3. SCREAM / GLAY×EXILE (4:41)
  - 作詞：SHUN、TAKURO / 作曲：TAKURO / 編曲：GLAY、EXILE、原田憲

GLAY×EXILEのコラボレーションシングル。本作には9thアルバム『LOVE IS BEAUTIFUL』収録のアルバムバージョンで収録。
4. ROCK'N'ROLL SWINDLE (4:01)
33rdシングル「G4」の1曲目。本作には9thアルバム『LOVE IS BEAUTIFUL』収録のアルバムバージョンで収録。
5. LAYLA (5:36)
33rdシングル「G4」の4曲目。本作には9thアルバム『LOVE IS BEAUTIFUL』収録のアルバムバージョンで収録。
6. ANSWER / GLAY feat.KYOSUKE HIMURO (5:12)
GLAY feat. KYOSUKE HIMURO名義のシングル。本作には9thアルバム『LOVE IS BEAUTIFUL』収録のアルバムバージョンで収録。
7. 夏音 (5:02)
34thシングル「夏音／変な夢 〜THOUSAND DREAMS〜」の1曲目。
8. 変な夢 〜THOUSAND DREAMS〜 (3:45)
34thシングル「夏音／変な夢 〜THOUSAND DREAMS〜」の2曲目。
9. 100万回のKISS (4:47)
35thシングル。
10. MIRROR (5:51)
9thアルバム『LOVE IS BEAUTIFUL』収録曲。
11. 鼓動 (5:18)
36thシングル。アルバム初収録。
12. 僕達の勝敗 (5:39)
9thアルバム『LOVE IS BEAUTIFUL』収録曲。36thシングル「鼓動」のカップリング曲。
13. SORRY LOVE (5:35)
37thシングル「Ashes.EP」の3曲目。アルバム初収録。
14. 紅と黒のMATADORA (4:22)
39thシングル「紅と黒のMATADORA／I LOVE YOUをさがしてる」の1曲目。アルバム初収録。
15. 春までは (5:34)
40thシングル「SAY YOUR DREAM」のカップリング曲。アルバム初収録。

### Disc 3
1. Burning Chrome (1:48)
  - 作曲・編曲：HISASHI

新曲。本来は37thシングル「Ashes.EP」の1曲目として収録される予定だった曲。
2. ASHES -1969- (3:29)
37thシングル「Ashes.EP」の1曲目。アルバム初収録。次曲と繋がるように編集されている。
3. VERB (4:55)
38thシングル。アルバム初収録。
4. laotour 〜震える拳が掴むもの〜 (4:04)
新曲。日本テレビ系『ワールドプレミアムボクシング9〜The REAL』イメージソング。
5. THE BIRTHDAY GIRL (3:11)
  - 作詞：TAKURO / 作曲：JIRO / 編曲：GLAY、佐久間正英

新曲。The Birthdayのクハラカズユキがドラムで参加している。因みに、曲タイトル（THE BIRTHDAY GIRL）とクハラのバンド名（The Birthday）が同じだったのは、JIRO曰く「まったくの偶然」とのこと。
6. I LOVE YOUをさがしてる (5:16)
39thシングル「紅と黒のMATADORA／I LOVE YOUをさがしてる」の2曲目。アルバム初収録。
7. いつかの夏に耳をすませば (4:24)
新曲。
8. NO ESCAPE (5:40)
新曲。
9. Synchronicity (4:22)
  - 作詞・作曲：HISASHI / 編曲：GLAY、佐久間正英

新曲。Xbox 360専用ソフト「マグナカルタ2」テーマソング。TAKUROが作曲した曲以外でのタイアップはデビューシングルのRAIN以来となった。
10. I am xxx (4:26)
41stシングル。本作の先行シングル曲で、アルバム初収録。次曲と繋がるように編集されている。
11. RUN (3:58)
  - 作詞・作曲：TERU / 編曲：GLAY、佐久間正英

新曲。
12. SAY YOUR DREAM (13:00)
40thシングル。アルバム初収録。
13. リズム (4:08)
  - 作詞：JIRO、TAKURO / 作曲：JIRO / 編曲：GLAY、佐久間正英

新曲。

## 初回特典DVD収録内容

### 初回限定盤A:MUSIC VIDEO集

#### Disc 1
1. MERMAID
2. Missing You
3. GLOBAL COMMUNICATION
4. STAY TUNED
5. ひとひらの自由
6. Way of Difference
7. またここであいましょう
8. 逢いたい気持ち
9. いつか
10. BEAUTIFUL DREAMER
11. STREET LIFE
12. 時の雫
13. 天使のわけまえ
14. ピーク果てしなく ソウル限りなく

#### Disc 2
1. Blue Jean
2. ホワイトロード
3. SCREAM / GLAY×EXILE
4. ROCK'N'ROLL SWINDLE
5. ANSWER / GLAY feat.KYOSUKE HIMURO
6. 夏音
7. 100万回のKISS
8. 鼓動
9. ASHES -1969-
10. SORRY LOVE
11. VERB
12. 紅と黒のMATADORA
13. I LOVE YOUをさがしてる
14. SAY YOUR DREAM
15. 春までは
16. I am xxx

- 特典映像

1. 変な夢 〜THOUSAND DREAMS〜 ModernAmusementCF 60秒
2. Synchronicity「マグナカルタ2 OPENING MOVIE」

### 初回限定盤B
pure soul“MOVIE” Director's cut